# Briton Hadden

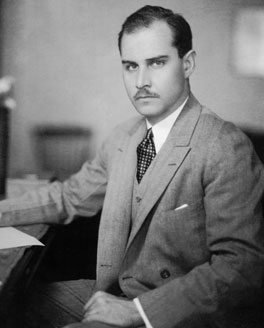
Briton Hadden

Briton Hadden (* 18. Februar 1898; † 27. Februar 1929) war zusammen mit seinem Studienfreund Henry Luce, den er aus der gemeinsamen Zeit an der Yale-Universität kannte, der Mitbegründer des Time Magazine.

## Leben
Hadden und Luce kannten sich, seit sie 15 Jahre alt waren. Sie besuchten dieselbe Schule im US-Bundesstaat Connecticut.
Hadden, der ebenso wie H. Luce demselben Jahrgang der Yale-Studentenverbindung Skull & Bones angehörte, startete als Zeitungsjournalist bei Hotchkiss Record. Nachdem die Yale Daily News ihren Umsatz steigern konnte, wurde er in den dortigen Redaktionsstab gewählt und arbeitete zweimal als Vorsitzender dieser Zeitung: von 1917 bis 1918 und von 1919 bis 1920. Luce ist beide Male der geschäftsführende Herausgeber gewesen.
Nachdem er seinen Bachelor in Yale 1920 erhalten hatte, arbeitete Hadden gelegentlich als Journalist, empfand die damaligen Bedingungen aber als unbefriedigend. Im Jahre 1923 war er Mitbegründer des Time Magazines. Luce und er wechselten sich jedes Jahr in der Präsidentschaft der Zeitungsgesellschaft ab. Luce machte sich daran, dieses anfängliche Magazin in das Time-Life Imperium zu verwandeln, als Hadden im Dezember 1928 erkrankte und 1929 starb (möglicherweise an einer durch eine Grippe hervorgerufenen Kehlkopfentzündung).
Nach Haddens Tod spendete Luce Geld für die Errichtung eines Gebäudes an der York Street 202 in New Haven (Connecticut), das möglicherweise ein neues Zuhause von Yale Daily News werden soll. Es wird heute das Hadden Memorial Building genannt.